# Mantella crocea
Mantella crocea Pintak & Böhme, 1990 è una rana della famiglia Mantellidae, endemica del Madagascar.

## Distribuzione e habitat
La specie ha un areale ristretto al Madagascar centro-orientale, da 800 a 1.057 m di altitudine.

## Conservazione
La IUCN Red List classifica M. crocea come specie in pericolo di estinzione (Endangered).

Parte del suo areale ricade all'interno del Parco nazionale di Andasibe-Mantadia e del Parco nazionale di Zahamena.